# Tricholinopteridius villosus
Tricholinopteridius villosus là một loài bọ cánh cứng trong họ Cerambycidae.